# Кара-Кум (конфета)

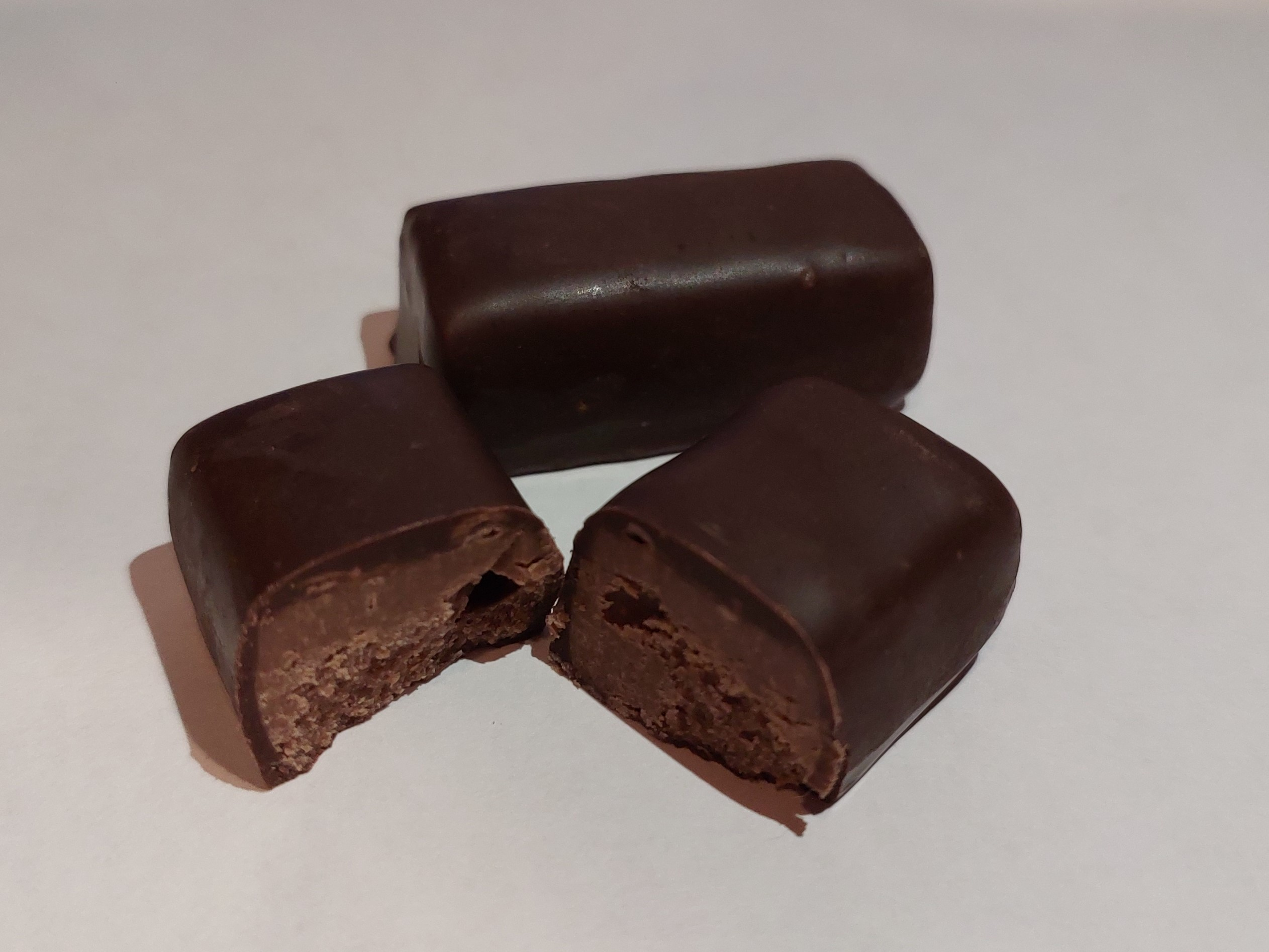
Конфеты «Кара-Кум»

«Кара-Кум» — марка шоколадных конфет, выпускаемых Кондитерской фабрикой «Красный Октябрь» кондитерской группы «Объединённые кондитеры» и выпускавшихся ранее другими кондитерскими фабриками СССР и России.

## Описание
Конфеты изготавливаются из орехового пралине с добавлением какао и дроблёных вафель. В состав входят шоколадная глазурь, сахарный песок, сахарная пудра, какао-масло, тёртое какао, заменитель молочного жира (сливочное масло больше не входит), жареное ядро миндаля, арахис, лимонная кислота, соевый лецитин, подсолнечное масло, комплексная пищевая добавка, листовые вафли и ароматизатор ванильно-сливочный. В 100 граммах конфет содержится 530 килокалорий.

## Бренд «Кара-Кум»
Изначально «Кара-Кум» был фирменной маркой Таганрогской кондитерской фабрики.
До 2007 года фабрики и заводы, производившие продукцию под советскими брендами до 1992 года, могли изготавливать её на условиях безвозмездной лицензии. Однако, после внесения изменений в закон «О введении в действие части четвёртой Гражданского кодекса РФ», производители были лишены этого права. При этом большинство брендов советских кондитерских изделий было зарегистрировано предприятием «Объединенных кондитеров», которое подало ряд исков на другие компании, производившие продукцию под этими или похожими брендами. Из-за права на бренд «Кара-Кум» в 2012 году возник конфликт с норвежским концерном «Оркла Брэндс Россия», в состав которого входила фабрика имени Крупской. После нескольких лет судебных разбирательств компании пошли на мировую. «Оркла Брэндс Россия» заплатила «Объединенным кондитерам» порядка 70 миллионов рублей в качестве компенсации и получила лицензию на производство конфет «Кара-Кум» сроком на два месяца, до 15 февраля 2014 года.
Конфликты из-за права на бренд также возникали с «Кировским кондитерско-макаронным комбинатом», кондитерскими фабриками «Приморский кондитер» и «Пермская».
По результатам конфликтов часть производителей прекратила выпуск конфет под брендом «Кара-Кум», кондитерская фабрика «Пермская», пойдя на мировую, получила право на бренд, а компании «Оркла Брэндс Россия» палата по патентным спорам разрешила зарегистрировать товарный знак «Солнечный Кызыл-Кум», под которым производятся конфеты «Кызыл-Кум», сходные по составу и с похожими обёртками. Правообладателем марки при этом осталась компания «Объединенные кондитеры».